# Tochisaurus
Tochisaurus là một chi khủng long, được Kurzanov & Osmólska mô tả khoa học năm 1991.